# Château Piccolomini (Balsorano)
Pour les articles homonymes, voir Piccolomini.
Le Château Piccolomini est un château d'origine féodale situé dans la frazione de Balsorano Vecchio ou Balsorano Castello, de la commune de Balsorano, dans la province de L'Aquila.

## Histoire
Le château de Balsorano a été construit sur les fondations d'une ancienne structure par Antonio Piccolomini, neveu du pape Pie II et gendre de Ferrante Secondo, dans les années 1460. 
Par la suite il passa sous diverses seigneuries féodales dont Les Balsorano, parmi lesquels Carlo Lefebvre et les actuels propriétaires Fiastri Zannelli qui l'ont transformé en hôtel-restaurant. 
Dans les années 1930, le château a été restauré à cause des dégâts causés par le tremblement de terre de 1915, mais conserve encore des éléments d'origine.

## Caractéristiques

### Tournage de films
Il a été le cadre de tournage de nombreux films italiens d'horreur, spécialement dans les années 1960-1970 et dans les années 1990 de films pornographiques réalisés par Joe D'Amato et Franco Lo Cascio.